# (31113) Stull
(31113) Stull (1997 QC) – planetoida z pasa głównego asteroid okrążająca Słońce w ciągu 3,63 lat w średniej odległości 2,36 j.a. Odkryta 19 sierpnia 1997 roku.